# ジャン・フレデリック・エデルマン
ジャン・フレデリック・エデルマン（仏語：Jean Frédéric Edelmann , *1749年5月5日 ストラスブール - †1794年7月14日 パリ）は、アルザスの古典派音楽の作曲家。アルザス語でヨハン・フリードリヒ・エーデルマン（Johann Friedrich Edelmann）ともいう。
法学と音楽を修めた後、1774年から1789年までクラヴィーアの演奏家および教師としてパリに過ごす。1789年にバ＝ラン県の行政官に任命されるが、1794年にパリでジャコバン派であるとの嫌疑をかけられギロチンで処刑された。
2つの歌劇と1つのオラトリオのほか、クラヴサンやフォルテピアノのために、独奏ソナタやオブリガート・パートつきのソナタを数多く作曲した。

## 作品
- 抒情劇《アルプスの羊飼いの娘 La Bergère des Alpes 》 1781年
- 抒情劇《ナクソス島のアリアドネー Ariane dans l'isle de Naxos 》 1782年
- オペラ＝バレ《ディアナとクピド Diane et l'amour 》